# Jacopo del Sellaio

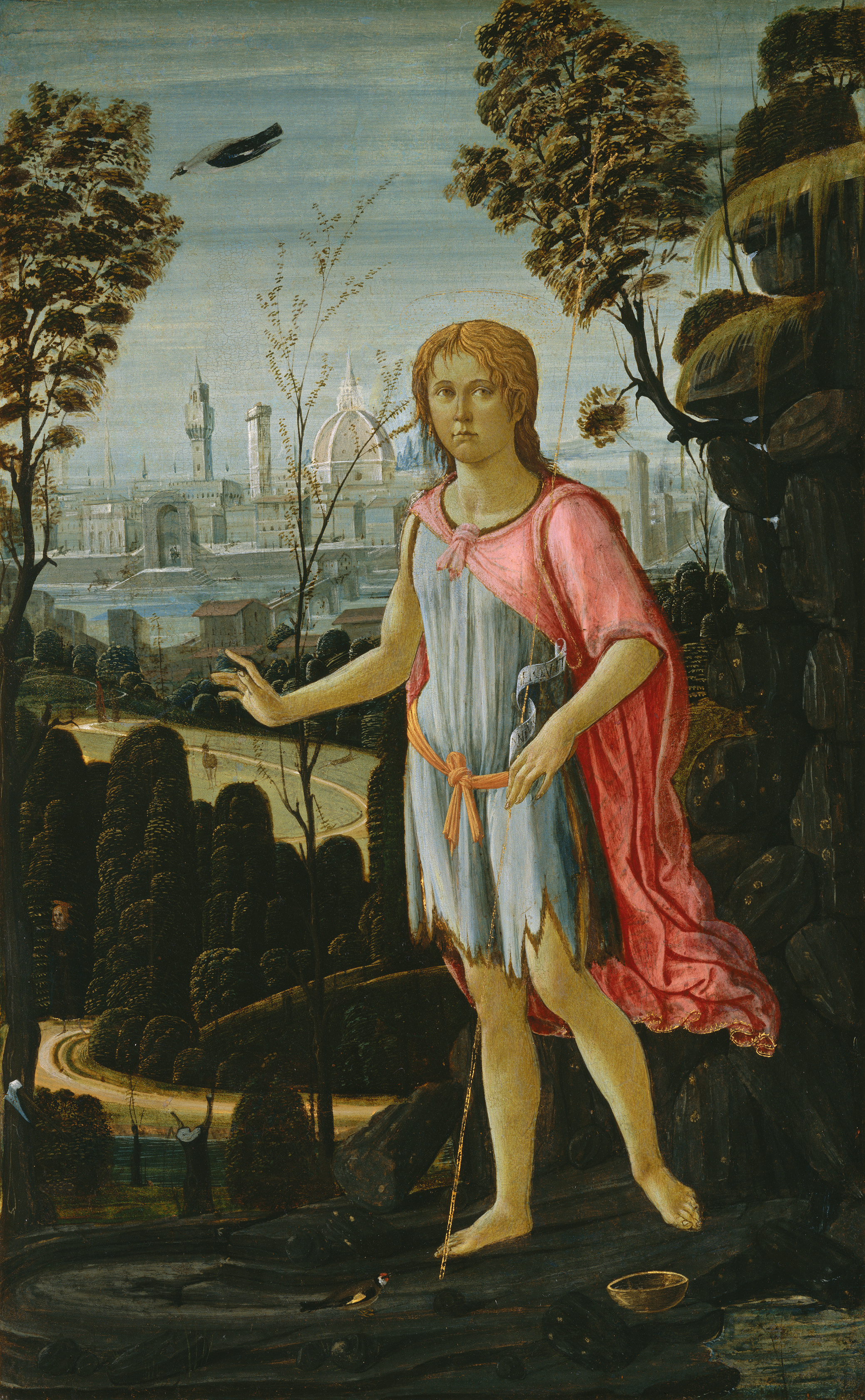
Johannes der Täufer als Jüngling; im Hintergrund die Stadt Florenz (um 1480)

Jacopo da Sellaio, Jacopo del Sellaio oder Jacopo di Arcangelo (* um 1442 in Florenz; † 12. November 1493 ebenda) war ein Florentiner Maler der Frührenaissance.

## Leben
Jacopo di Arcangelo, auch bekannt als Sellaio, war ein vielseitiger italienischer Maler der Frührenaissance, der im Stil der Florentiner Schule arbeitete. Er war Schüler von Fra Filippo Lippi (1406–1469) und Zeitgenosse von Sandro Botticelli (1444–1510), von dessen Stil er stark beeinflusst war. Um 1460 trat er der Bruderschaft des Heiligen Lukas (Compagnia di San Luca) in Florenz bei. Ab 1473 teilte er sich ein Atelier mit Filippo di Giuliano.
Jacopo da Sellaio malte eine Reihe von Cassoni (dekorative Hochzeitskisten), darunter das Werk „Geschichte von Amor und Psyche“, das für eine florentinische Hochzeit im 15. Jahrhundert in Auftrag gegeben wurde. Das Werk zeigt die antike Hochzeit der sterblichen Prinzessin Psyche mit dem Gott der Liebe, Cupido. Im Jahr 1472 arbeitete er mit Zanobi di Domenico und Biagio d'Antonio an einem weiteren Hochzeitscassone zusammen, das als Nerli-Kassone bekannt ist. Auch sein Werk „Das Festmahl des Ahasveros“, das sich heute in den Uffizien befindet, wurde für einen Cassone gemalt, zusammen mit zwei weiteren Tafeln: „Esther vor Ahasveros“ und „Das Urteil Salomos“. Diese Tafeln zeigen biblische Szenen aus dem Alten Testament. Er war bekannt für seine kleinen Andachtsbilder, von denen mehrere den Heiligen Hieronymus und Johannes den Täufer darstellten. Außerdem malte er religiöse Werke für die Florentiner Kirchen San Lucia dei Magnoli und San Frediano.

## Werk
Nur für drei größere Altäre gilt die Urheberschaft Sellaios durch andere Dokumente als gesichert; die meisten Bildtafeln und Hochzeitstruhen (cassoni) sind Zuschreibungen. Diesen zufolge umfasst sein Werk sowohl religiöse als auch mythologische Themen.

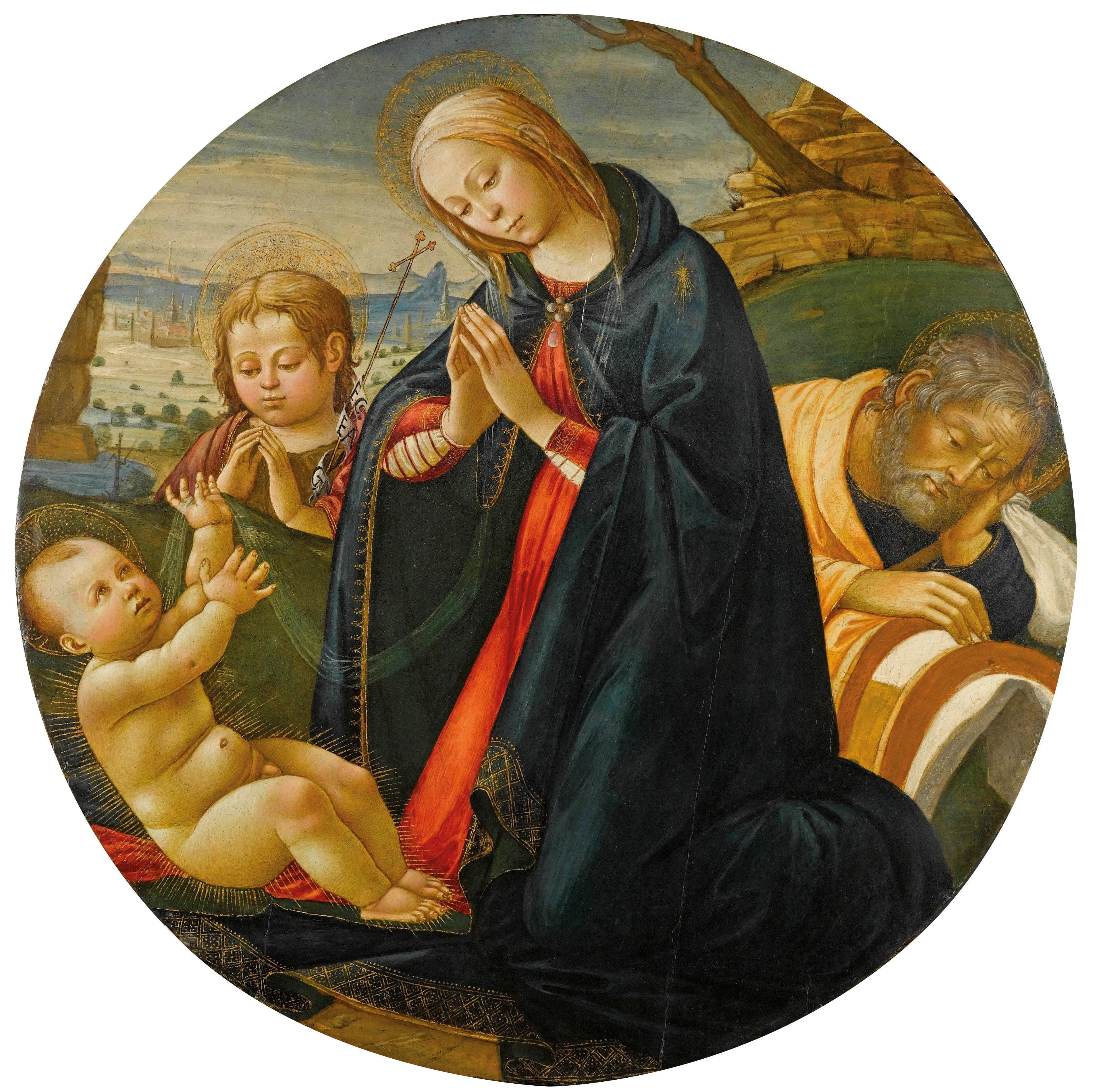
Die Heilige Familie mit dem Johannesknaben in einer Landschaft (1470er J.), Privatsammlung
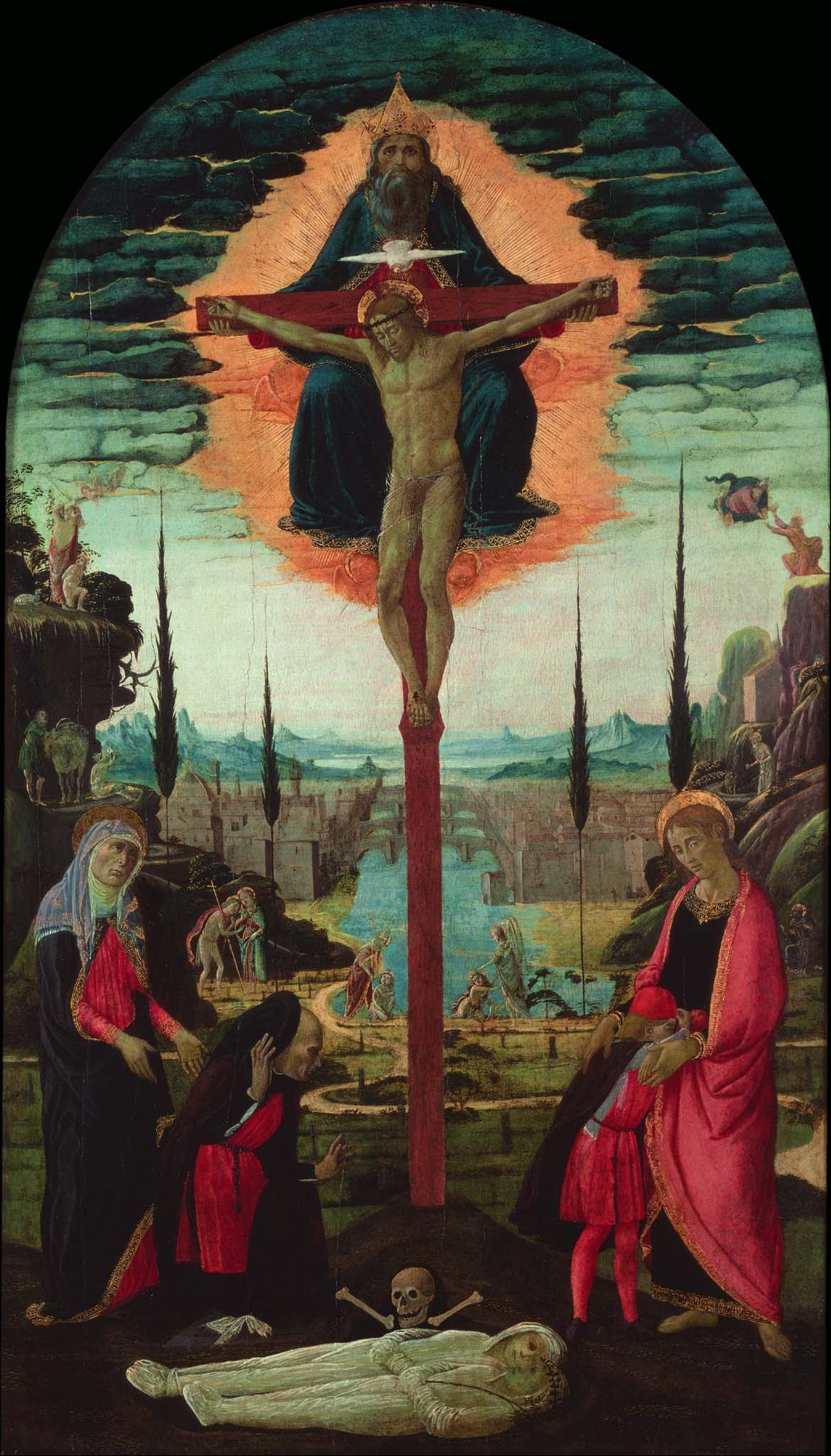
Votivaltarbild: Kreuzigung, Trinität, Maria, Johannes und Stifter (um 1480)
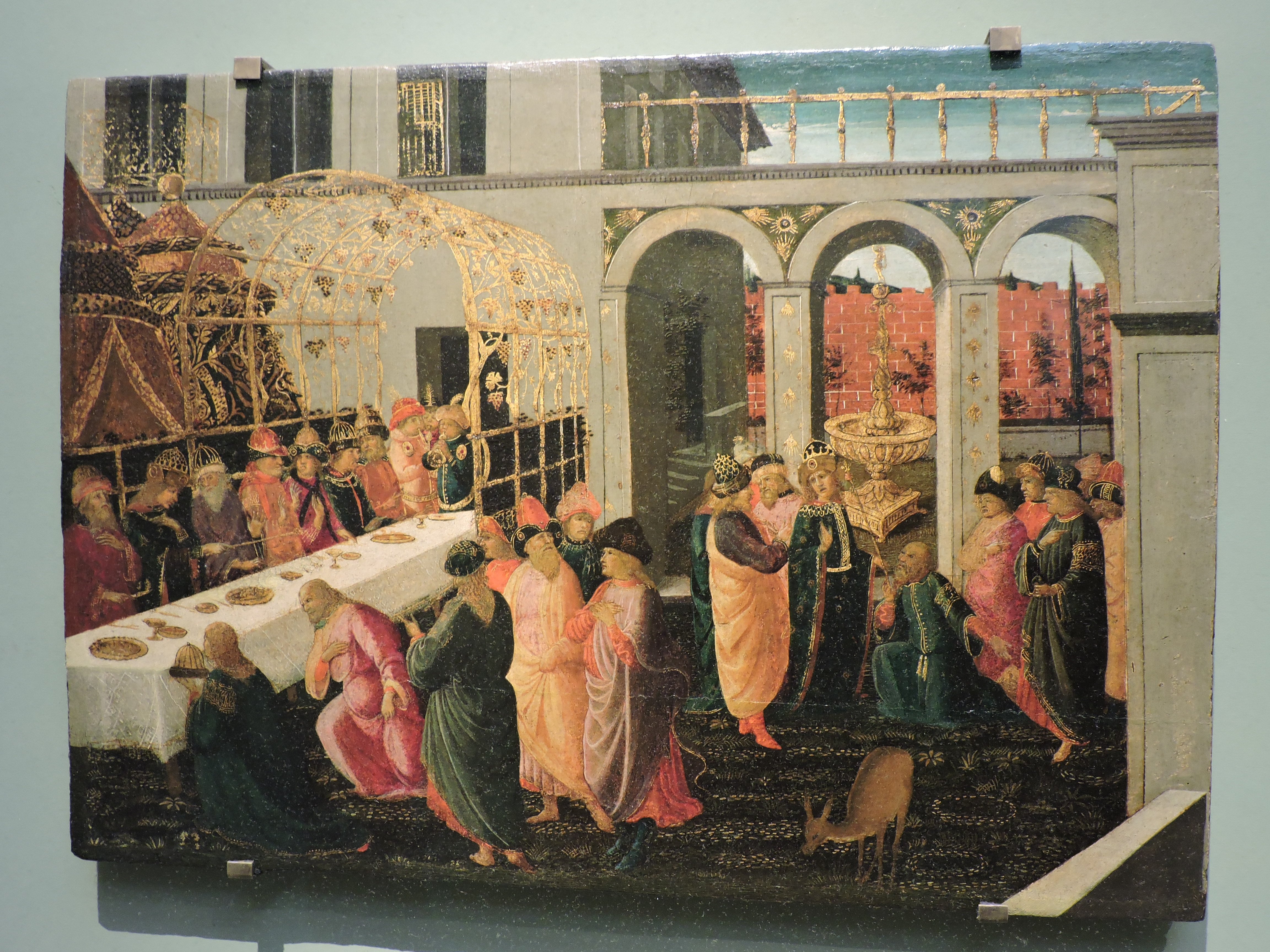
Bankett des persischen Königs Ahasuerus (Xerxes), ursprünglich cassone mit drei Szenen aus dem Buch Esther, um 1485, Uffizien, Florenz
Triumph der Liebe und Triumph der Keuschheit (um 1485–90), nach Petrarca, ursprünglich vmtl. Spaliere oder Wandpanele, Musei di Fiesole